# Évelyne Marie France Neff
Pour les articles homonymes, voir Neff.

Évelyne Marie France Neff, née Migliori en 1941, est une femme politique franco-allemande qui a reçu la Croix de l'Ordre du Mérite de la République fédérale d'Allemagne pour son engagement social et politique. 

## Biographie
Évelyne Marie France Migliori est née le 12 octobre 1941 à Hussigny-Godbrange, département de Meurthe-et-Moselle. D'ascendance italienne, la famille Migliori s'installe en émigrant dans le pays lorrain vers Hussigny-Godbrange.
Après le lycée Georges-de-la-Tour à Metz et le lycée Fustel-de-Coulanges à Strasbourg, elle poursuit ses études de Lettres classiques à l'Université de Bourgogne à Dijon.
Evelyne Migliori épouse Winfried Neff, originaire de Saulgau, en 1962. Ce dernier, décédé d'un cancer en 1992, est professeur de français et d'histoire au Gymnasium Schramberg de Schramberg. Evelyne Neff est mère de trois enfants. Le géographe Christophe Neff est l'un de ses enfants. Veuve, grand-mère et retraitée depuis novembre 2001, elle poursuit toujours son bénévolat malgré des séjours à Leucate .

## Parcours politique
Une grande partie de sa vie politique s'est déroulée à Schramberg, ville de la Forêt-Noire en Allemagne. Son père Jean Migliori, instituteur et socialiste convaincu, est politiquement actif dès la seconde guerre mondiale . Plus influencée par son environnement familial que par Willy Brandt lui même, elle s'implique dès 1973 dans l'association locale SPD de Schramberg.
Elle devient rapidement présidente de l'association locale, puis présidente de district du Parti social-démocrate d'Allemagne (SPD). Elle s'implique également dans l'Arbeiterwohlfahrt de Schramberg, association caritative de protection des travailleurs.
Elle est ensuite élue au conseil exécutif du SPD du Bade-Wurtemberg et assume également des responsabilités au niveau fédéral du SPD. Elle a notamment été l'une des présidentes du Groupe de travail des femmes sociales-démocrates (ASF).
Avec la fin du gouvernement social-libéral d'Helmut Schmidt, Évelyne Neff se retire de la politique fédérale et des Länder. Elle acquiert un mandat de district pour le SPD dans le district de Rottweil, qu'elle conserve pendant plus de vingt ans jusqu'au début de 2003.

## Vie associative et bénévolat
Son engagement bénévole est reconnu ainsi que son travail professionnel, en tant qu'assistante sociale au service de la ville de Schramberg jusqu'en 2001, pendant lequel elle crée et gère l'école maternelle et la crèche du quartier résidentiel Meierhof.
Son implication civique lui permet de prendre l'initiative de fonder le groupe local de l'association allemande pour la protection de l'enfance en 1990 dont elle devient présidente. Au sein même de l'Association pour le bien-être des travailleurs AWO, elle met l'accent sur le travail social auprès des jeunes.
Évelyne Neff est active pendant de nombreuses années au sein du Groupe de travail des femmes sociales-démocrates pour lequel elle est élue vice-présidente au niveau de l'État en 1977. À ce titre, elle fait campagne pour l'égalité entre les femmes et les hommes jusqu'en 1989. C'est à son initiative qu'est due la création du Groupe de travail des femmes sociales-démocrates dans le district de Rottweil en 1978 dont elle est la présidente de 1979 à 1994.
Son intérêt culturel et son engagement envers la « chorale Frohsinn » l'implique également en tant que chanteuse active.

## Récompense
Le 18 juillet 2003, le maire de la ville de Schramberg Herbert Zinell (de) lui remet la Croix fédérale du mérite sur ruban pour son engagement politique, social, écologique, la protection de l'enfance et ses efforts en faveur de l'amitié franco-allemande. 